# August Macke
August Robert Ludwig Macke (født 3. januar 1887 i Meschede i Sauerland; død 26. september 1914 ved Souain-Perthes-lès-Hurlus i Champagne under 1. verdenskrig) var en tysk maler med tilknytning til ekspressionismen.
Til forældrenes ærgrelse forlod han 1904 som 17-årig skolen og begyndte at studere på kunstakademiet i Düsseldorf, som han forlod allerede i 1906, da han ikke mente at kunne lære mere dér.
Læsning af Julius Meier-Graefes bog Impressionisten gav ham nye impulser, og understøttet af kunstmæcenen Bernhard Koehler kunne Macke rejse til Paris, hvor han blev bekendt med værker af Henri Matisse og andre fauvister.
1909 giftede han sig med Elizabeth Gerhardt(de). Bryllupsrejsen gik via Schweiz til Paris og derfra til søen Tegernsee tæt ved München, hvor han 1910 mødte Franz Marc og gennem ham medlemmer af "Der Blaue Reiter", til hvis almanak Macke bidrog med et kunstteoretisk bidrag Die Masken, "Maskerne".
Den sidste af sine fire rejser til Paris foretog Macke 1912 og besøgte da Sonja og Robert Delaunay. I ham fandt Macke en, der delte hans syn på kunst.

April 1914 tog han på en to-ugers rejse til Tunesien med Paul Klee og Louis Moilliet.

I august blev han indkaldt til krigen og faldt ved fronten i Frankrig efter nogle få uger, 27 år gammel.
| - Værker af August Macke − efter år - Portræt af Hans Thuar(de) 1903 - Selvportræt, 1906 - Rhinen ved Hersel (Bornheim), 1908 - Selvportræt med hat, 1909 - Portræt med æbler, 1909 Mackes hustru Elisabeth Gerhardt - Landskab ved Tegernsee, 1910 - Landskab ved Tegernsee, 1910 Germanisches Nationalmuseum - Stilleben 'Hyacinttæppe', 1910 ("Hyazinthenteppich") - Portræt af Franz Marc 1910 - Portræt af Bernhard Koehle, 1910 - Stormen, 1911 - Marienkirche i Bonn med huse og skorsten, 1911 - Havebillede, 1911 - Indianere til hest, 1911 - Vandrere ved søen, (I) 1912 - Walters legetøj, 1912 ("Walterchens Spielsachen") Städelsches Kunstinstitut - Parodi på Der Blaue Reiter, 1913 ("Persiflage auf den Blauen Reiter") - Piger under træer 1914 - Kairouan (III), 1914. Akvarel - Æselrytteren, 1914. Akvarel - Afsked, 1914 |